# Roland Zöffel
Roland Zöffel (Münster, 17 agosto 1938) è un ex ciclista su strada e pistard svizzero, professionista dal 1963 al 1967. Su strada ottenne un'unica vittoria, la prima semitappa della quinta frazione del Giro di Sardegna 1964; colse anche importanti piazzamenti, come il secondo posto al Meisterschaft von Zürich 1965 e il nono nella classifica generale del Tour de Luxembourg 1963. Su pista, vinse due campionati nazionali nella prova dell'Inseguimento.

## Palmarès

### Strada
- 1964 (Cynar, una vittoria)

5ª tappa, 1ª semitappa Giro di Sardegna (Olbia > Santa Teresa Gallura)

### Pista
- 1963

Campionati svizzeri, Inseguimento individuale professionisti
- 1964

Campionati svizzeri, Inseguimento individuale professionisti

## Piazzamenti

### Grandi Giri
- Giro d'Italia

1963: ritirato
- Tour de France

1965: ritirato (15ª tappa)

### Classiche monumento
- Giro di Lombardia

1964: 48º

### Competizioni mondiali
- Campionati del mondo

San Sebastián 1965 - In linea: ritirato
- Giochi olimpici

Roma 1960 - 100 km a squadre: 9º